# 上颌骨
上頜骨（maxilla），又稱車頷骨，是成對的聯合形成口上部的骨。除了下頜骨外，臉部的所有骨都與它形成關節。上頜骨可以分為體部、齒槽突、腭突、額突和顴突。

## 圖片

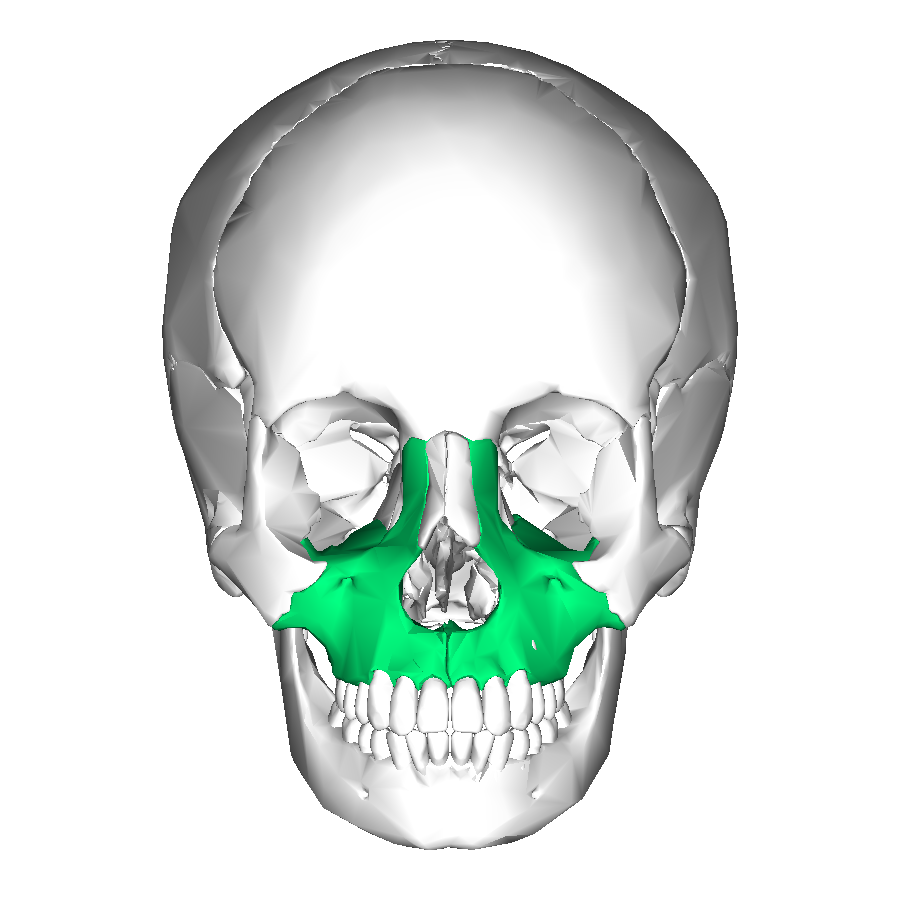
頭顱。上頜骨的位置(顯示為綠色)。
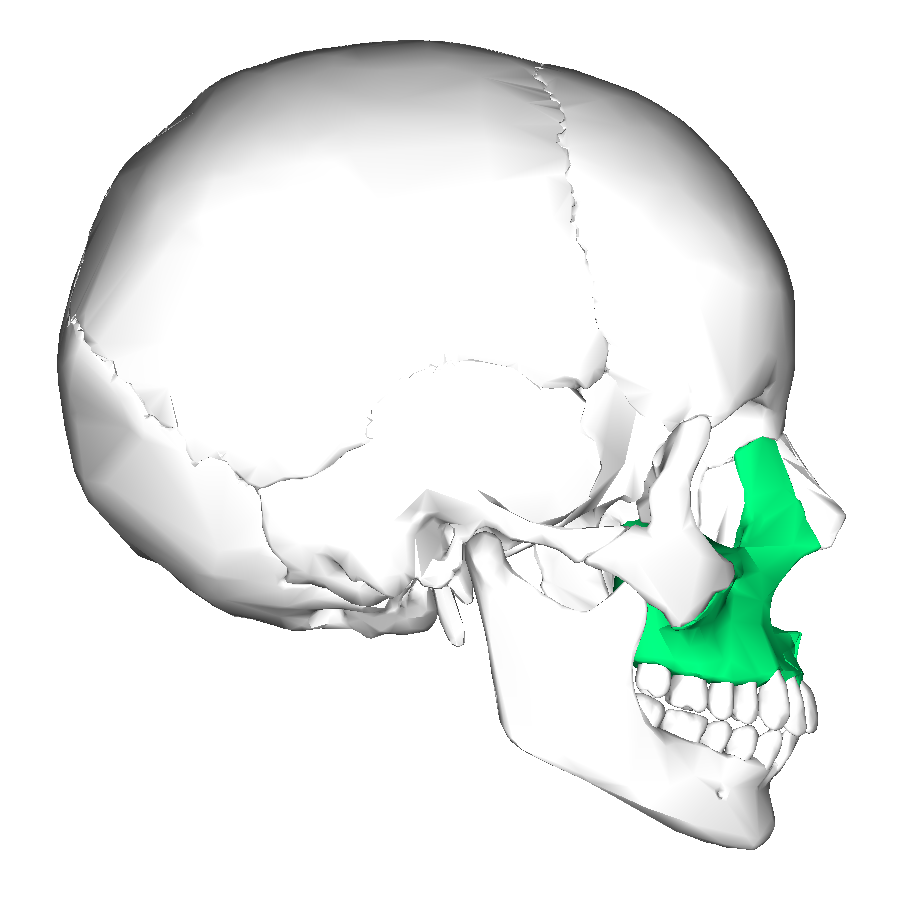
頭顱的側視圖。上頜骨的位置(顯示為綠色)。
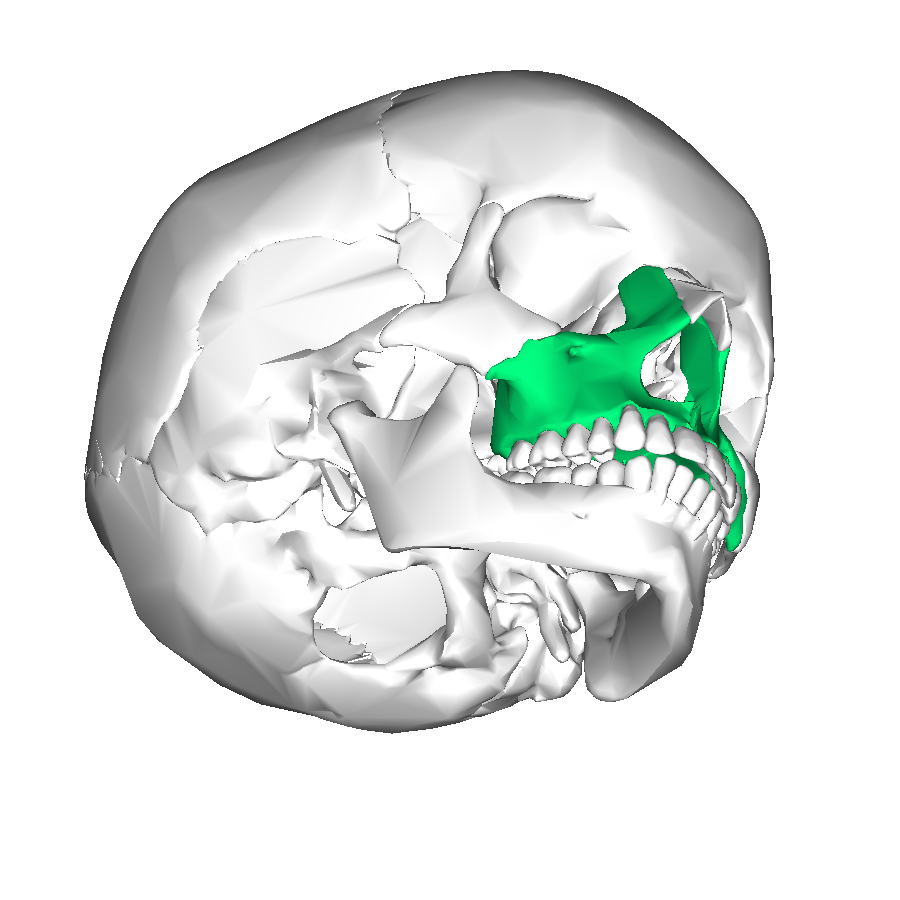
頭顱。上頜骨的位置(顯示為綠色)。
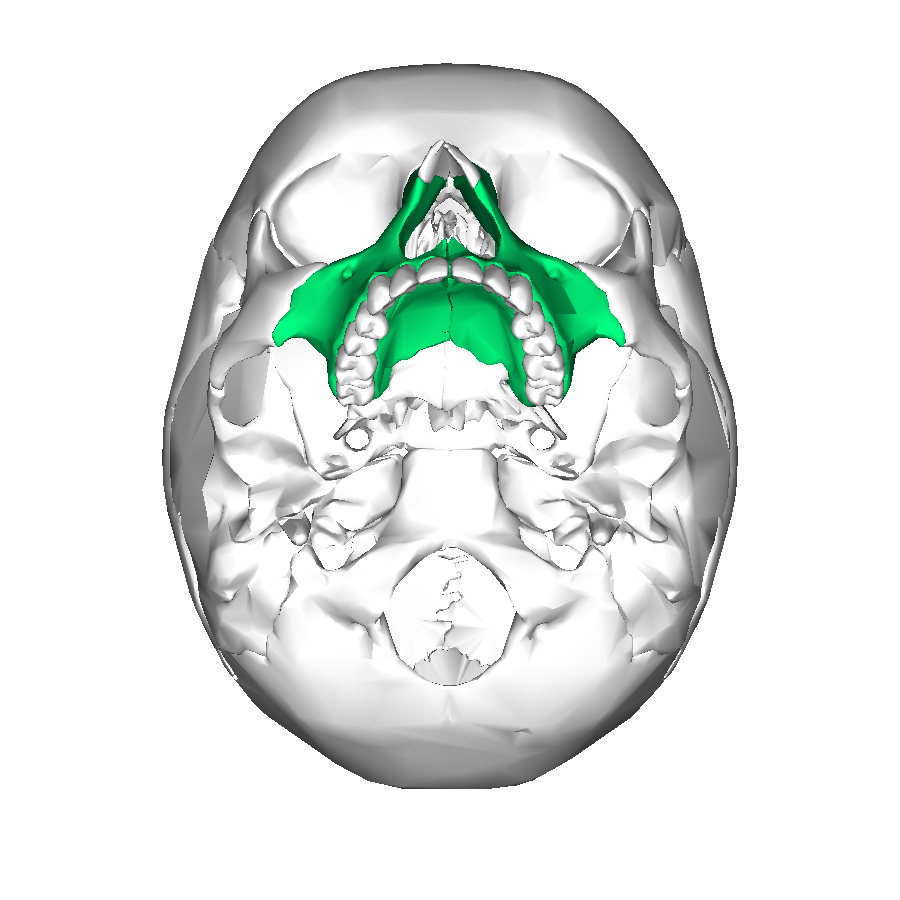
從下方觀察的頭顱。上頜骨的位置(顯示為綠色，下頜骨被移除)。
上頜骨和齒。動畫。
上頜骨（白色）與顱骨的關係。動畫。
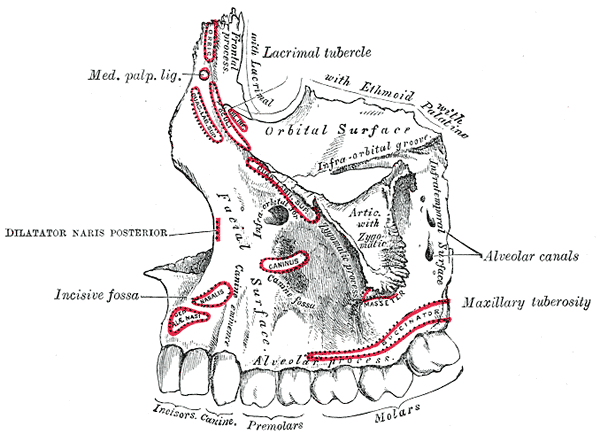
上頜骨(左)。外面。
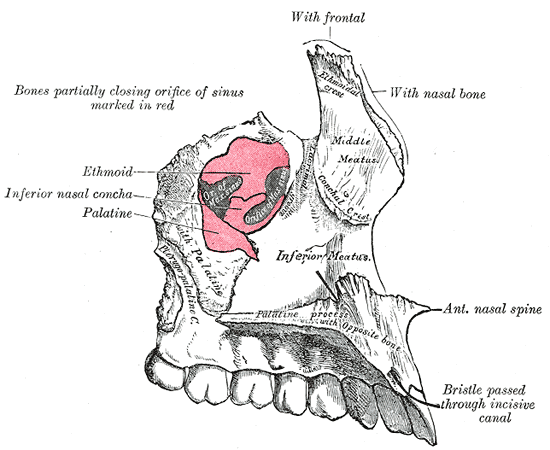
上頜骨(左)。鼻面。
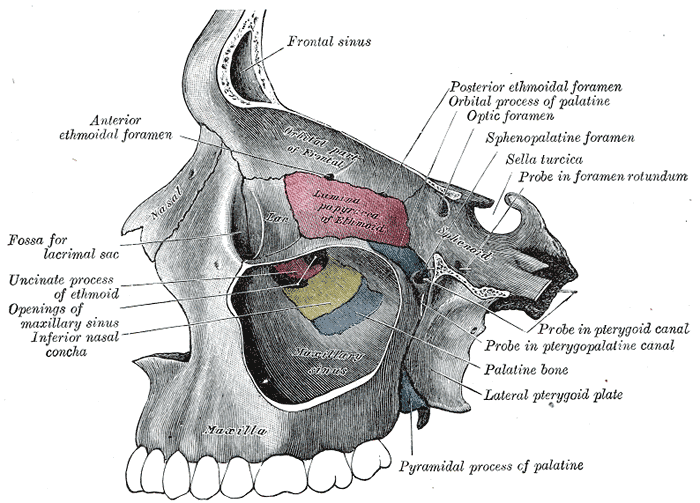
從外部打開的上頜竇(左)。
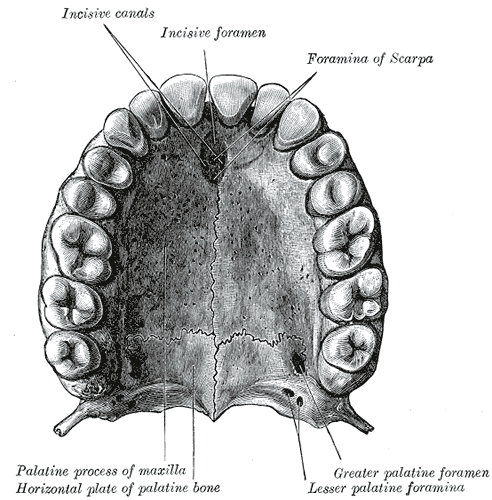
硬腭和牙槽弓。
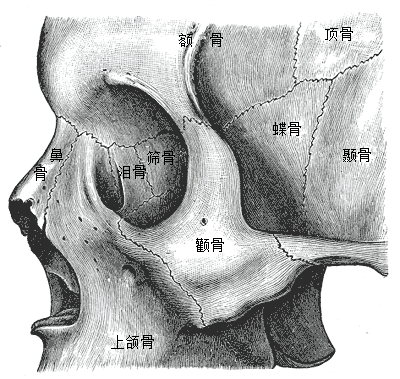
右側中間的蝶骨顯而易見。
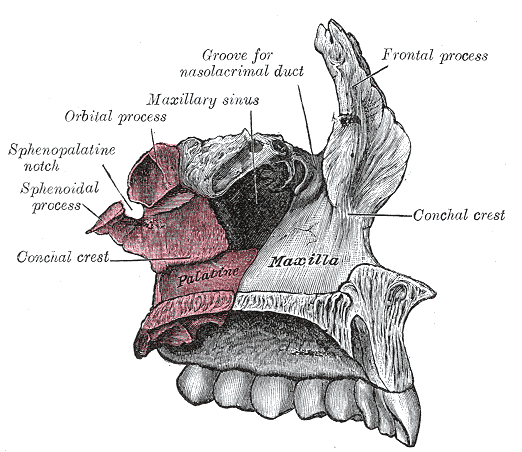
左側腭骨（palatine bone）連著上頜骨的關節。
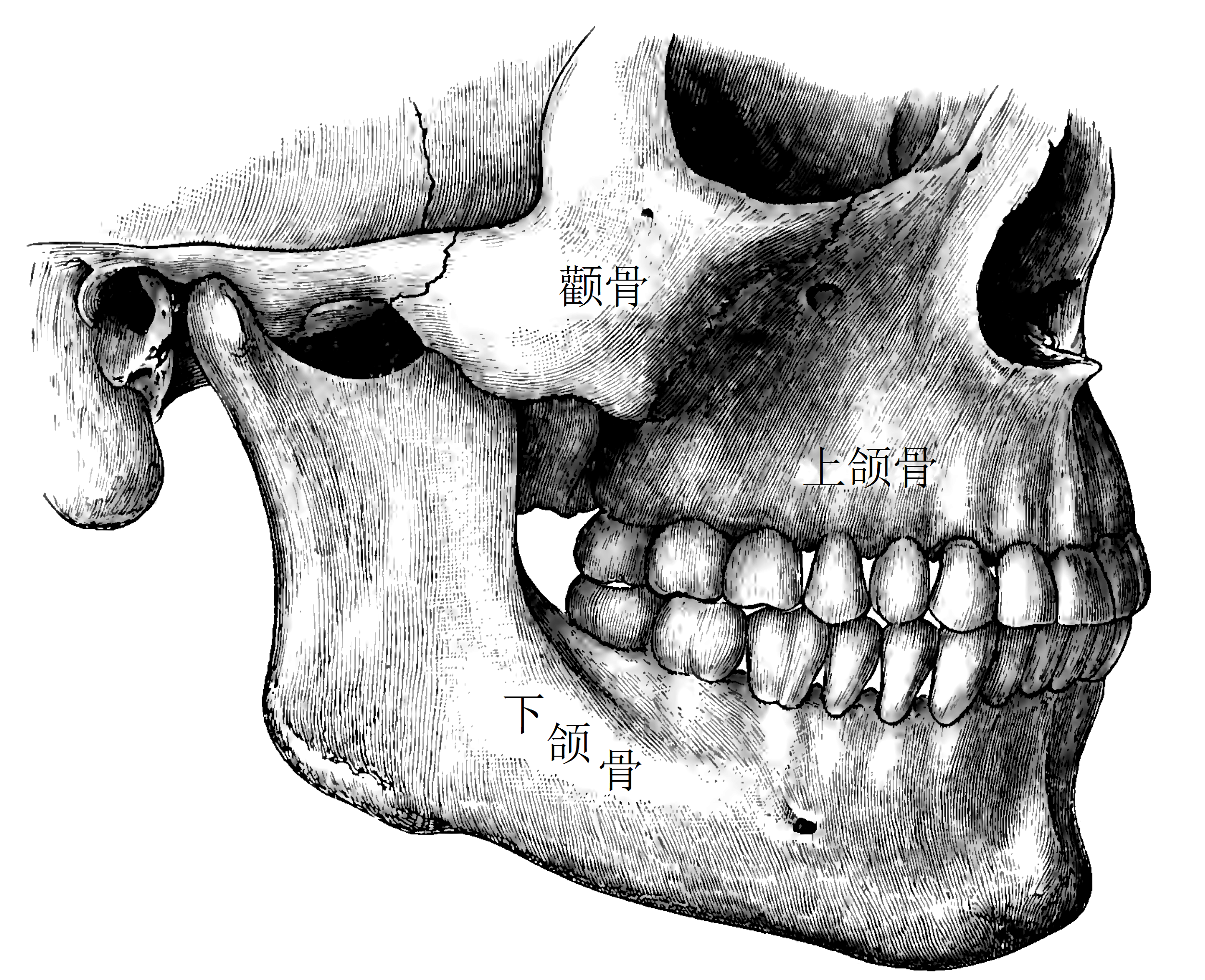
牙齒和下巴的側視圖。

## 延伸閲讀
- Sicher, Harry; Du Brul, E. Lloyd.  6th. St. Louis: Mosby. 1975. ISBN 0-8016-4604-9.
- Worthington, Philip; Evans, John R. (编). . Saunders. 1994. ISBN 0-7216-3099-5.

## 外部連結
- 人体解剖学在线（Human Anatomy Online）网站上的相关图片：22:os-1901
- 解剖學(Anatomy)-骨頭-maxillary bone(上頷骨)（页面存档备份，存于）